# 车辋镇 (泸州市)
车辋镇是中国四川省泸州市合江县下辖的一个镇。

## 行政区划
车辋镇下辖车辋社区、先操村、灯塔村、先锋村、新桥村、旧桥村、五明村、人和村、永利村、金龙村。